# Alberto Anglese
Alberto Nicolás Anglese fue un exfutbolista argentino que se desempeñaba como defensor.

## Clubes
| Club                  | País      | Año         |
| --------------------- | --------- | ----------- |
| Sportivo Buenos Aires | Argentina | 1927 - 1931 |
| River Plate           | Argentina | 1932        |
| Argentino de Quilmes  | Argentina | 1935        |